# Schempp-Hirth Arcus

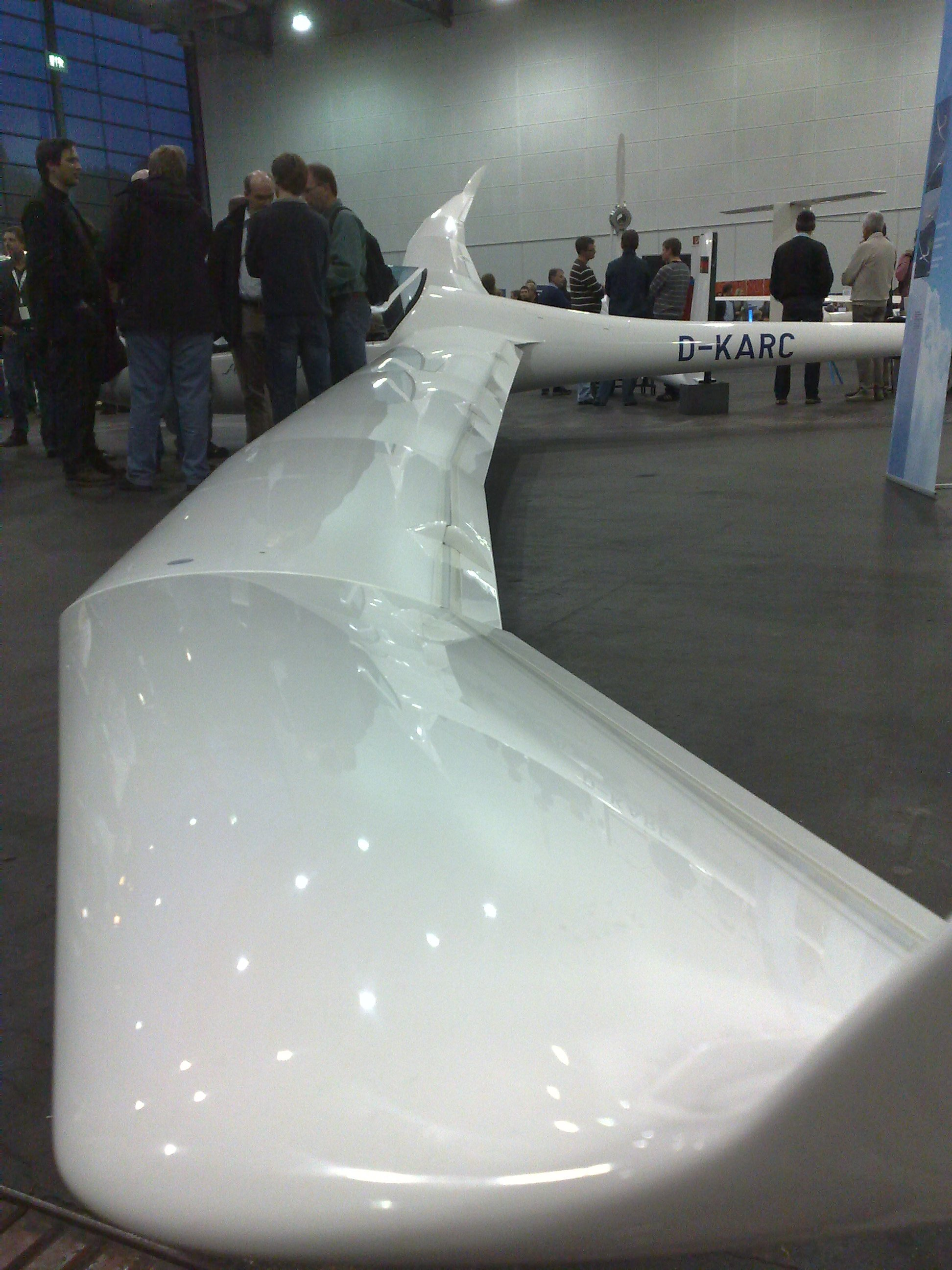
Arcus-Fläche

Der Arcus ist ein zweisitziges Hochleistungssegelflugzeug der Firma Schempp-Hirth Flugzeugbau GmbH mit einer Spannweite von 20 Metern und Wölbklappen, dessen Erstflug am 7. April 2009 stattfand; der Erstflug der als Arcus E bezeichneten Variante mit elektrischem Antrieb folgte am 18. September 2010.
Gebaut wird der Arcus als reines Segelflugzeug (Arcus S oder nur Arcus), mit einem Hilfstriebwerk zum Durchfliegen von längeren Gebieten ohne Thermik, um eine Außenlandung zu vermeiden (umgangssprachlich „Turbo“, deshalb Arcus T, mit einem Solo-2350-Motor), als eigenstartfähige Ausführung (Arcus M, mit einem Solo-2625-Motor) und als Eigenstarter mit Elektromotor (Arcus E), letztere Version in Zusammenarbeit mit Lange Flugzeugbau.
Laut Herstellerangabe beträgt die Gleitzahl etwa 50. Der Arcus M erhielt am 20. Juni 2013 die Musterzulassung, bereits 2009 waren Christof Geissler und Christoph Wannenmacher, Entwicklungsingenieur bei Schempp-Hirth, in Aalen Deutsche Meister geworden. Anschließend konnte der Arcus weitere Titel erfliegen, unter anderem wurde ein Entwicklungsingenieur, Andreas Lutz gemeinsam mit Wolfgang Janowitsch, zweifacher Europameister (2013/2015) mit dem Arcus M.
Auf der Aero Friedrichshafen wurde 2019 eine neue Version des Arcus vorgestellt, welche vorübergehend unter der Bezeichnung Arcus „20“ vermarktet wurde und seit ca. 2020 ausgeliefert wird. Diese hat überarbeitete Winglets, ein kleineres Höhenruder, einen flacheren Rumpf-Querschnitt, ein überarbeitetes Cockpit mit elektrischem Einziehfahrwerk sowie eine erhöhtes Maximalgewicht. Vor diesen Modelländerungen wurden mindestens 300 Exemplare ausgeliefert.

## Technische Daten
|                              | Arcus (S)                | Arcus T                  | Arcus M                  | Arcus E       |
| ---------------------------- | ------------------------ | ------------------------ | ------------------------ | ------------- |
| Sitzplätze                   | 2                        | 2                        | 2                        | 2             |
| Spannweite                   | 20 m                     | 20 m                     | 20 m                     | 20 m          |
| Flügelfläche                 | 15,6 m²                  | 15,6 m²                  | 15,6 m²                  | 15,6 m²       |
| Flügelstreckung              | 25,64                    | 25,64                    | 25,64                    | 25,64         |
| Rumpflänge                   | 8,73 m                   | 8,73 m                   | 8,73 m                   | 8,73 m        |
| Leermasse, ca.               | 420 kg / 450 kg*         | 485 kg / 510 kg*         | 550 kg / 560 kg*         | 610 kg        |
| max. Startmasse              | 750 kg / 850 kg*         | 800 kg / 850 kg*         | 800 kg / 850 kg*         | 810 kg        |
| min. Flächenbelastung, ca.   | 31,4 kg/m² / 33,3 kg/m²* | 35,6 kg/m² / 37,2 kg/m²* | 39,7 kg/m² / 40,4 kg/m²* | 43,6 kg/m²    |
| max. Flächenbelastung        | 48,1 kg/m² / 54,5 kg/m²* | 51,3 kg/m² / 54,5 kg/m²* | 51,3 kg/m² / 54,5 kg/m²* | 51,9 kg/m²    |
| Triebwerksleistung           | –                        | 22 kW (29,9 PS)          | 52 kW (70 PS)            | 42 kW (57 PS) |
| VNE                          | 280 km/h                 | 280 km/h                 | 280 km/h                 | 280 km/h      |
| Segelflug-Index (Stand 2022) | 120                      | 120                      | 120                      | 120           |
| Beste Gleitzahl              | ca. 50                   | ca. 50                   | ca. 50                   | ca. 50        |

*: neue Version „20“ ab ca. 2020